# Carmo João Rhoden
Carmo João Rhoden (ur. 16 maja 1939 w Inhacorá) – brazylijski duchowny rzymskokatolicki, w latach 1996-2015 biskup Taubaté.

## Życiorys
Święcenia kapłańskie przyjął 17 grudnia 1966. 22 maja 1996 został prekonizowany biskupem Taubaté. Sakrę biskupią otrzymał 17 sierpnia 1996. 15 kwietnia 2015 przeszedł na emeryturę.